# Нарматов, Абдишукур Исламович
Абдишукур Исламович Нарматов (кирг. Абдышүкүр ажы Исламович Нарматов; род. 8 февраля 1968) — киргизский религиозный деятель, ректор Исламского университета Кыргызстана (2000—2003, 2006—н. в.).

## Биография
Родился 8 февраля 1968 года в селе Кара-Бак Баткенской области. После окончания средней школы в 1985 году служил сержантом в Вооружённых Силах СССР в 1986—1988 годах. В 1989—1993 годах окончил Исламский институт имени Имама Бухари в Ташкенте, а в 1993—2000 годах окончил факультет исламского права Международного исламского университета Аль-Азхар в Каире. В 2014 году окончил юридический факультет с отличием.
В 2000—2003 годах был ректором Исламского института имени Хазрети Умара (сейчас — Исламский университет Кыргызстана), в 2003—2006 годах — директором благотворительного фонда «Золотое поколение», в 2003—2007 годах — руководителем отдела пропаганды Комитета мусульман Азии. С 2006 года вновь возглавляет Исламский университет Кыргызстана в качестве ректора.
Является автором книг «Основы ислама», «Путь в рай», «Измени свою жизнь» и «Неизгладимая жизнь».

## Семья
Женат. Имеет пять дочерей и двух сыновей.

## Награды
- Орден «Данакер» (8 сентября 2011 года) — за большой вклад в укрепление межнационального согласия, в развитие духовного потенциала республики, в честь 20-летия независимости Кыргызской Республики[1].
- Орден «Достук» (30 августа 2017 года) — за особый вклад в развитие социально-экономического, духовного и интеллектуального потенциала Кыргызской Республики[2].